# Bronisław Kwiatkowski
Bronisław Kwiatkowski (5 de maio de 1950 — 10 de abril de 2010) foi um militar polaco.
Foi uma das vítimas do acidente do Tu-154 da Força Aérea Polonesa.